# Kreuzkirche (Stuttgart-Hedelfingen)

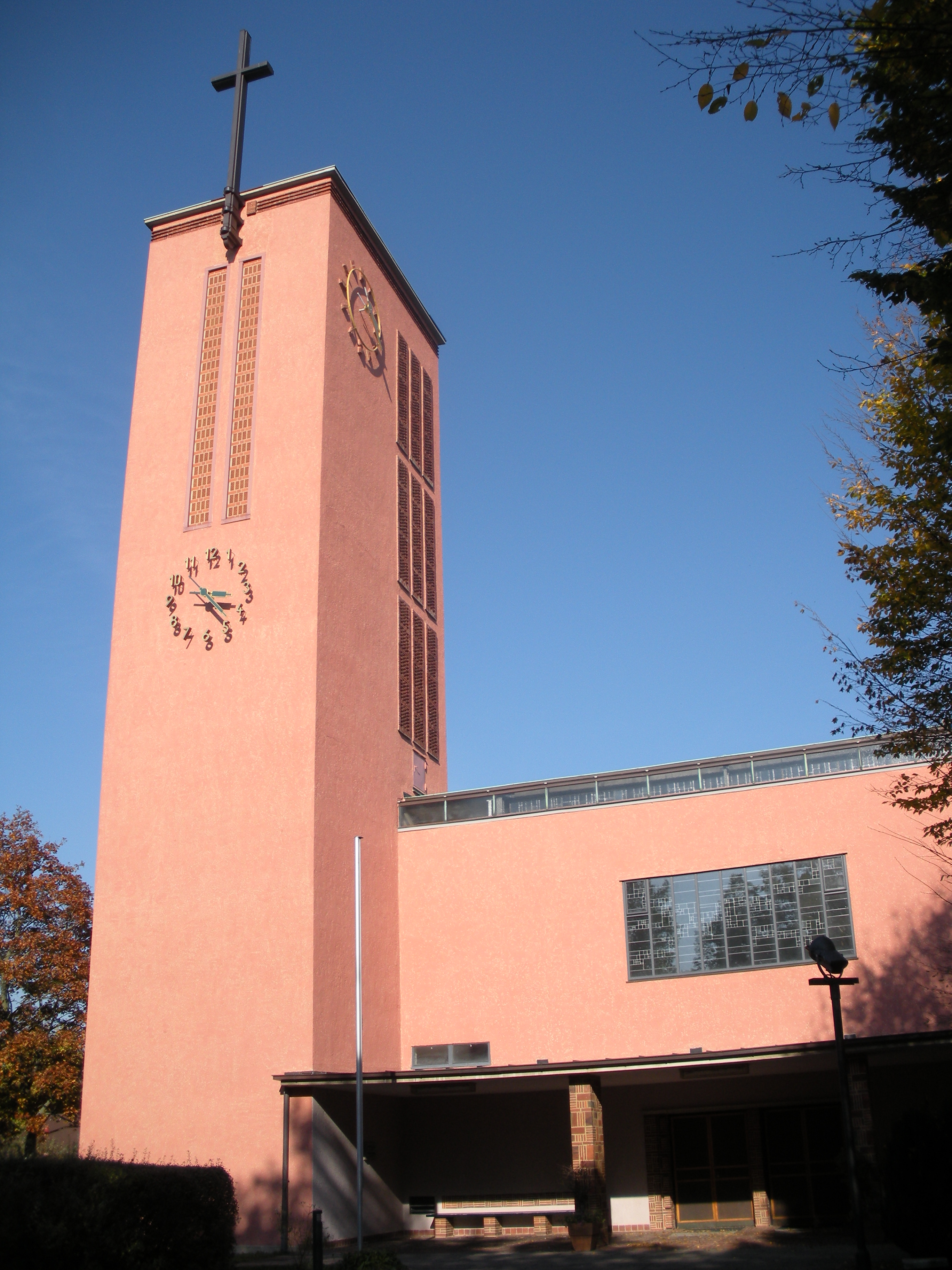
Kreuzkirche in Hedelfingen

Die evangelische Kreuzkirche (bis 1980: Neue Kirche) steht in Hedelfingen, einem Stadtbezirk der Landeshauptstadt Stuttgart von Baden-Württemberg. Das Bauwerk ist beim Landesamt für Denkmalpflege Baden-Württemberg als Baudenkmal eingetragen. Die Kirchengemeinde gehört zum Kirchenkreis Stuttgart der Evangelischen Landeskirche in Württemberg.

## Beschreibung
Der Skelettbau aus Stahlbeton wurde 1928–30 nach Entwürfen von Hans Volkart und Paul Trüdinger im Stil des Neuen Bauens erbaut. Der Kirchturm lehnt sich an die Fassade im Südwesten des Langhauses an, das im Nordosten halbrund geschlossen ist. In ihm hängen vier Kirchenglocken, die der Glockengießer Kurtz hergestellt hat:
| Name         | Schlagton | 0Gewicht0 | Gießjahr | Inschrift                                                                      |
| ------------ | --------- | --------- | -------- | ------------------------------------------------------------------------------ |
| Heimatglocke | b′        | 0401 kg   | 1930     | ER IST UNSER FRIEDE HEIMATGLOCKE GESTIFTET VON UNSEREN LANDSLEUTEN IN AMERIKA. |
| Lutherglocke | as′       | 0560 kg   | 1951     | EIN FESTE BURG IST UNSER GOTT.                                                 |
| Totenglocke  | ges′      | 0800 kg   | 1951     | SEI GETREU BIS IN DEN TOD.                                                     |
| Dankglocke   | es′       | 1360 kg   | 1961     | LOBE DEN HERRN MEINE SEELE UND ALLES WAS IN MIR IST SEINEN HEILIGEN NAMEN.     |

Der stützenlose Innenraum ist mit einer Flachdecke überspannt. Die Orgel steht auf der Empore oberhalb des Portals im Südwesten.